# 7678 Onoda
7678 Onoda este un asteroid din centura principală de asteroizi.

## Descriere
7678 Onoda este un asteroid din centura principală de asteroizi. A fost descoperit pe 15 februarie 1996 la Kuma Kogen de Akimasa Nakamura. El prezintă o orbită caracterizată de o semiaxă mare de 3,17 ua, o excentricitate de 0,09 și o înclinație de 8,9° în raport cu ecliptica.